# 波崎海水浴場

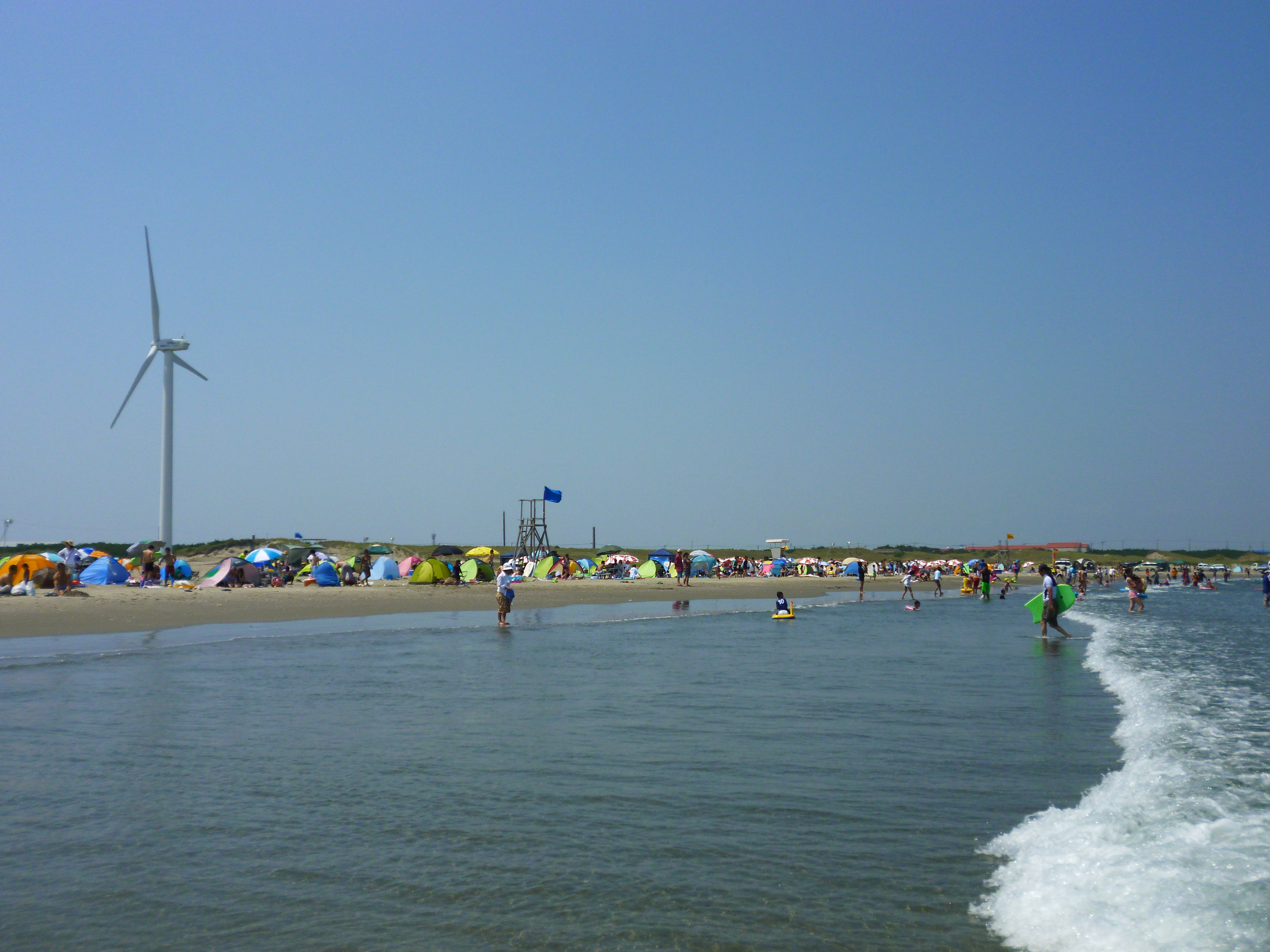
波崎海水浴場

波崎海水浴場（はさきかいすいよくじょう）は、茨城県神栖市にある海水浴場。鹿島灘に面した海岸であり、2006年に環境省による快水浴場百選に選ばれている。
茨城県では最南端に位置する海水浴場であり、利根川を挟んで千葉県の銚子市（銚子半島）に隣接する。海水浴以外でもサーフィンに適しており、各地から観光客が訪れる。
茨城県はアカウミガメの通常分布の北限であり、以前は波崎の一帯でも産卵が行われていたが、近年は主に漂着個体が確認されるにとどまっている。

## 交通アクセス
- 東関東自動車道潮来ICより国道51号で神栖・銚子方面